# کارن کاشمن
کارن کاشمن (انگلیسی: Karen Cashman؛ زادهٔ december ۱۵, ۱۹۷۱ (۵۳ سال)) ورزشکار اسکیت سرعت اهل ایالات متحده آمریکا است.
وی در مسابقات کشوری و بین‌المللی در مجموع برندهٔ ۱ مدال برنز شده‌است.